# ウィリアム・ハーディー・マクニール
ウィリアム・ハーディー・マクニール（William Hardy McNeill、1917年10月31日 - 2016年7月8日）は、カナダ出身の歴史家。シカゴ大学の歴史学名誉教授。バンクーバー生まれ。
マクニール歴史学のテーマは『西洋の台頭（The Rise of the West）』で、マクニールはさまざまな旧世界の文明の互いの影響、とりわけ1500年代以降に西洋文明が他の文明にもたらした劇的な影響という観点から世界史（文明史）を探索した。
マクニールは歴史理論に大きな影響をもたらし、オズワルド・シュペングラーの史観とは対照的な文化の融合を強調した。

## 経歴
シカゴ大学で1938年に学士号、1939年に修士号取得。1947年にコーネル大学で博士号取得。その後は、他の施設での散発的な教授職を除けば、シカゴ大学での教育著述にすべてを捧げた。
マクニールは、局所的な時代・地域に専門化していくという当時の学会の傾向に反発し、1970年代には『ヴェネツィア――欧州の要所』や『第二次世界大戦以降のギリシアの変質』などの幅広い主題を扱った。上記研究を経てマクニールは、世界の文明史に取り組んだアーノルド・J・トインビー以来の、20世紀後半の歴史家の一人となった。マクニールは『西洋の台頭――人間社会の歴史』（1963）や『人間の状況――環境と歴史の視点』（1980）にて、歴史研究は現実的な知恵をもたらすという期待を表明しながらも、人間の経験のあいまいさを知らしめた。また、『世界史』の編集長としても仕事をした。2006年に著述活動から引退表明した。
息子のジョン・ロバート・マクニールも歴史家であり、父子による共著（『世界史――人類の結びつきと相互作用の歴史』）がある。

## 著書

### 単著
- The Greek Dilemma: War and Aftermath, (V. Gollancz, 1947).
- America, Britain, & Russia: Their Co-operation and Conflict, 1941-1946, (Oxford University Press, 1953).
  - 『大国の陰謀』（実松譲・冨永謙吾編訳、図書出版社、1982年）
- History Handbook of Western Civilization, (University of Chicago Press, 1953, rev. ed., 1969).
- Past and Future, (University of Chicago Press, 1954).
- Greece: American Aid in Action 1947-1956, (Twentieth Century Fund, 1957).
- The Rise of the West: A History of the Human Community, (University of Chicago Press, 1963). - 全米図書賞受賞
- Europe's Steppe Frontier, 1500-1800, (University of Chicago Press, 1964).
- The Contemporary World, 1914/present, (Scott, Foresman, 1967).
- A World History, (Oxford University Press, 1967, 2nd ed., 1971, 3rd ed., 1979, 4th ed., 1999).
  - 『世界史』（増田義郎・佐々木昭夫・柴田稔彦訳、新潮社、1971年）
  - 『世界史』（増田義郎・佐々木昭夫訳、中央公論新社、2001年／中公文庫（上下）、2008年）- 新版改訳
- The Ecumene: Story of Humanity, (Harper & Row, 1973).
- The Shape of European History, (Oxford University Press, 1974).
- Venice: the Hinge of Europe, 1081-1797, (University of Chicago Press, 1974).
  - 『ヴェネツィア――東西ヨーロッパのかなめ、1081-1797』（清水廣一郎訳、岩波書店〈岩波現代選書〉、1979年、新版2004年／講談社学術文庫、2013年）
- Plagues and Peoples, (Anchor Press, 1976). 
  - 『疫病と世界史』（佐々木昭夫訳、新潮社、1985年／中公文庫（上下）、2007年）
- The Metamorphosis of Greece since World War II, (University of Chicago Press, 1978).
- The Human Condition: An Ecological and Historical View, (Princeton University Press, 1980).
- The Pursuit of Power: Technology, Armed Force, and Society since A.D. 1000, (University of Chicago Press, 1982).
  - 『戦争の世界史――技術と軍隊と社会』（高橋均訳、刀水書房、2002年／中公文庫（上下）、2014年）
- The Great Frontier: Freedom and Hierarchy in Modern Times, (Princeton University Press, 1983).
- Mythistory and Other Essays, (University of Chicago Press, 1986).
- Polyethnicity and National Unity in World History, (University of Toronto Press, 1986).
- A History of the Human Community, (Prentice-Hall, 1987, 3rd ed., 1990, 4th ed., 1993, 5t ed., 1997).
- Arnold J. Toynbee: A Life, (Oxford University Press, 1989).
- Population and Politics since 1750, (University Press of Virginia, 1990).
- Hutchins' University: A Memoir of the University of Chicago, 1929-1950, (University of Chicago Press, 1991).
- The Global Condition: Conquerors, Catastrophes, and Community, (Princeton University Press, 1992).
  - 『マクニール世界史講義』（北川知子訳、ちくま学芸文庫、2016年）
- Keeping Together in Time: Dance and Drill in Human History, (Harvard University Press, 1995).
- The Pursuit of Truth: A Historian's Memoir, (University Press of Kentucky, 2005).

### 共著
- Report on the Greeks: Findings of a Twentieth Century Fund Team which Surveyed Conditions in Greece in 1947, with Frank Smothers and Elizabeth Darbishire McNeill, (Twentieth Century Fund, 1948).
- The Human Web: A Bird's-eye View of World History, wirh J.R. McNeill, (W.W. Norton, 2003).
  - 『世界史－人類の結びつきと相互作用の歴史』ジョン・マクニールと（福岡洋一訳、楽工社（全2巻）、2015年）

### 共編著
- Readings in World History, 10 vols., co-edited with Jean W. Sedlar, (Oxford University Press, 1968-1973).
- Human Migration: Patterns and Policies, co-edited with Ruth S. Adams, (Indiana University Press, 1978).